# Lampada (araldica)
La lampada compare in araldica come simbolo di vigilanza, sapere o fede. È normalmente accesa di smalto diverso.

Stemma delle Isole Vergini britanniche
Lucerna d'oro, accesa di rosso (Luserna San Giovanni)

Compare anche nella variante della lampada da minatore, soprattutto negli stemmi di comuni legati alle miniere.

Lampada da minatore (Carbonia)
Minatore con lampada (Brennero)
Lampada da minatore accesa al naturale (Cagnac-les-Mines, Francia)